# 6,5 × 55 mm

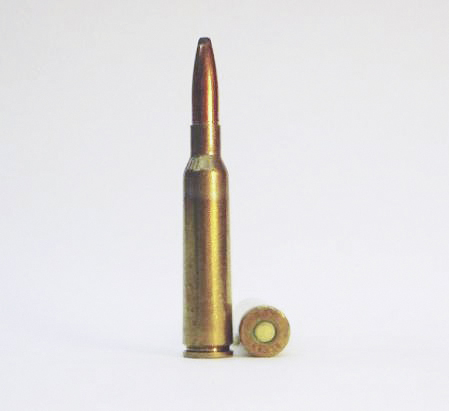
Náboj 6,5 × 55 mm Mauser

Náboj 6,5 × 55 Mauser je znám pod synonymy 6,5 × 55 SE, 6.5×55mm Swedish, 6,5 mm Krag-Jørgensen, 6,5 mm Krag norský m 94, 6,5 mm norský M. 1910, aj. Vyvinul se z náboje 7 × 57 mm Mauser. Zaveden byl v roce 1894 ve Švédsku pro pušku model 94, později 96 a 98. Dále zaveden Norskem pro pušku Krag-Jørgensen a také v Dánsku a Lucembursku. Původní vojenský náboj byl laborován střelou 8,9 g na 795 m/s, 2.813 J. Později byl pro výzbroj kulometů doplněn nábojem 8 × 63 mm.
Pro svou přesnost je dodnes používán jako lovecký a terčový.

## Externí odkazy

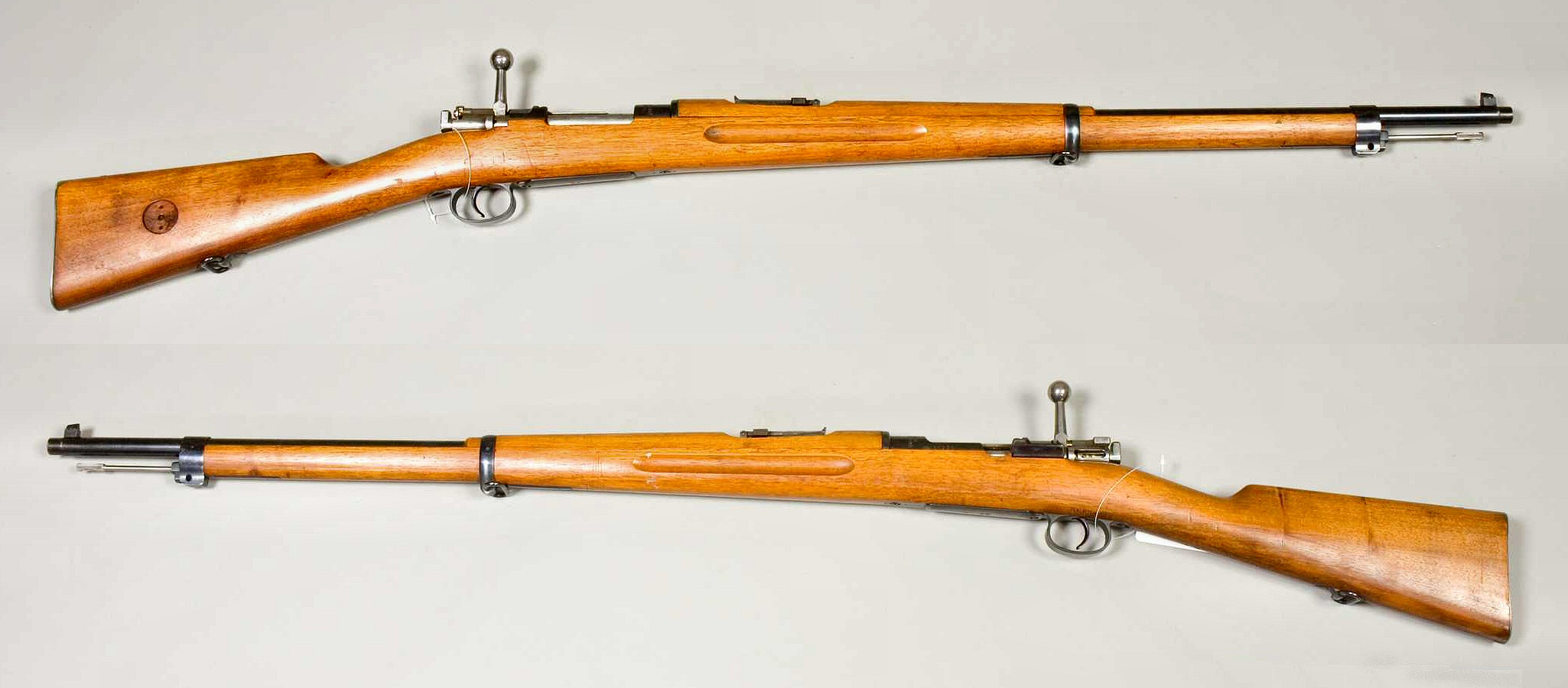
Mauser m/1896, Švédsko

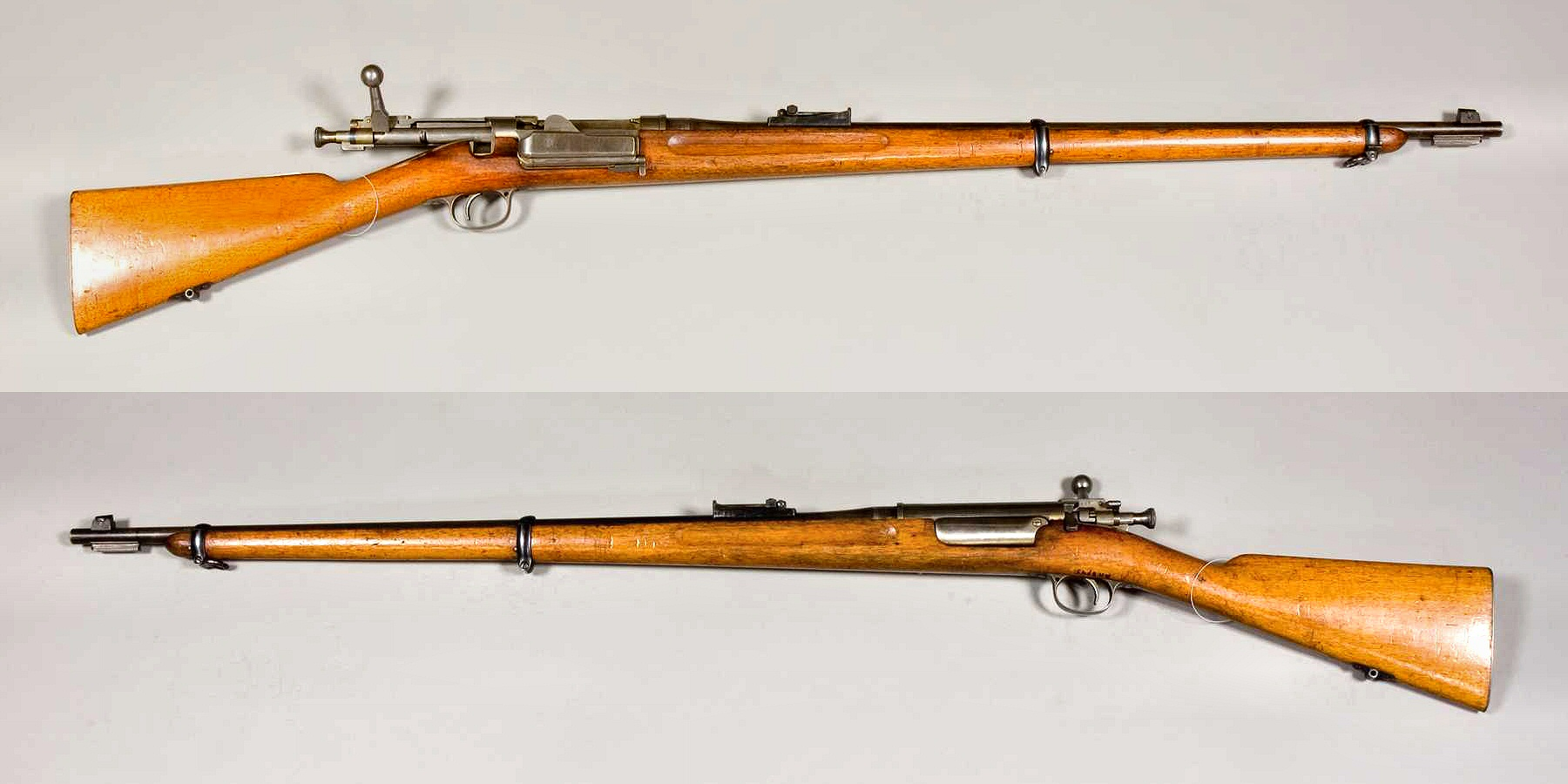
Krag-Jørgensen m/1894, Norsko